# Beša (district de Levice)
Pour les articles homonymes, voir Beša.
Beša (hongrois : Barsbese) est un village de Slovaquie situé dans la région de Nitra.

## Histoire
Première mention écrite du village en 1292.

## Démographie

### Évolution de la population
| Année:               | 1994. | 2004.   | 2014.   | 2024.   |
| -------------------- | ----- | ------- | ------- | ------- |
| Nombre de personnes: | 704   | 666     | 650     | 635     |
| Différence:          |       | -5,39 % | -2,40 % | -2,30 % |

| Année:               | 2023. | 2024.   |
| -------------------- | ----- | ------- |
| Nombre de personnes: | 626   | 635     |
| Différence:          |       | +1,43 % |